# Dustin Johnson
Dustin Johnson (* 22. Juni 1984 in Columbia, South Carolina) ist ein US-amerikanischer Profigolfer, der bis 2022 auf der PGA Tour spielte und seitdem auf der LIV Golf-Tour aktiv ist. Johnson ist zweifacher Major-Sieger.

## Karriere
Nach einer erfolgreichen Amateurlaufbahn im Golf-Team der Coastal Carolina University wurde Johnson im Jahre 2007 Berufsgolfer und qualifizierte sich ab 2008 für die PGA Tour. Im Oktober 2008 gewann er sein erstes Turnier, die Turning Stone Resort Championship. Nach weiteren Siegen in den Jahren 2009 und 2010 wurde Johnson Mitglied des US-amerikanischen Teams im Ryder Cup 2010 und beendete die Saison 2010 auf dem fünften Platz des FedEx Cups. In der Saison 2011 verbesserte er sich auf den vierten Platz.
Im August 2014 trat er für sechs Monate wegen erneuten Drogenmissbrauchs vom professionellen Golf zurück. Im März 2015 gewann er kurz nach seiner Rückkehr mit den WGC-Cadillac Championship eines der bestbesetzten Turniere des Jahres.
Nachdem er bei diversen Major-Turnieren den Sieg nur denkbar knapp verpasst hatte, konnte er mit dem Gewinn der US Open 2016 sein erstes Major gewinnen und nach dem Gewinn der Genesis Open im Februar 2017 erklomm er erstmals die Spitze in der Golfweltrangliste, wo er 64 Wochen in Folge blieb. 2018 führte Johnson weitere 17 (13+4), 2019 weitere 10 (5+5) Wochen die Weltrangliste an. 2020 übernahm er im August die Führung, die, mit kurzer Unterbrechung, seitdem anhält.
2020 gewann Johnson die aufgrund der Covid-19-Pandemie einmalig auf November verschobenen Masters mit 20 Schlägen unter Par und 5 Schlägen Vorsprung vor den zweitplatzierten Im Sung-jae und Cameron Smith. Johnson war über die vier Tage der Spieler, der am häufigsten die Fairways traf und die präzisesten Annäherungen schlug, profitierte aber gleichermaßen von den feuchten und somit langsamen Greens, die im April, wenn die Masters üblicherweise ausgetragen werden, hart und schnell sind. Mit seinem Ergebnis übernahm Johnson die von Tiger Woods und Jordan Spieth gehaltene Masters-Bestmarke von –18 Schlägen und zog mit Jason Day gleich, der seit dem Gewinn der PGA Championship 2015 mit ebenfalls 20 Schlägen unter Par den Rekord für alle Majors hält.
2022 wechselte Johnson von der PGA-Tour auf die von Saudi-Arabien finanzierte LIV Golf-Tour. Der Wechsel des ehemaligen PGA-Tour-Weltranglistenersten erregte aufgrund der kolportierten Vertragssumme von 125 Millionen US-Dollar Aufsehen.

## Spiel
Johnson ist für seine langen Schläge bekannt. Im Jahr 2013 war er der zweitlängste PGA Tour Golfer mit dem Driver mit einem Durchschnitt von über 305 Yards. Eine Besonderheit in seinem Schwung ist die Position seines linken Handgelenkes, welches am obersten Punkt seines Schwungs stark nach unten gekrümmt ist. In den letzten Jahren entwickelte er sich zu einem der athletischsten Spieler der PGA Tour.

## Turniersiege

### Major-Championship-Siege (2)
- 2016: US Open
- 2016: The Masters

### WGC-Championship-Siege (6)
- 2013: WGC-HSBC Champions
- 2015: WGC-Cadillac Championship
- 2016: WGC-Bridgestone Invitational
- 2017: WGC-Mexico Championship, WGC-Dell Match Play Championship
- 2019: WGC-Mexico Championship

### PGA-Tour-Siege (16)
- 2008: Turning Stone Resort Championship
- 2009: AT&T Pebble Beach National Pro-Am
- 2010: AT&T Pebble Beach National Pro-Am, BMW Championship
- 2011: The Barclays
- 2012: FedEx St. Jude Classic
- 2013: Hyundai Tournament of Champions
- 2016: BMW Championship
- 2017: Genesis Open, The Northern Trust
- 2018: Sentry Tournament of Champions, FedEx St. Jude Classic, RBC Canadian Open
- 2020: Travelers Championship, The Northern Trust, Tour Championship

### European-Tour-Siege (2)
- 2019: Saudi International
- 2021: Saudi International

### LIV-Golf-Siege (3)
- 2022: LIV Golf Invitational Boston
- 2023: LIV Golf Tulsa
- 2024: LIV Golf Las Vegas

### Weitere Turniersiege (2)
- 2010: Wendy’s 3-Tour Challenge (mit Bubba Watson und Boo Weekley), The Shark Shootout (mit Ian Poulter)

## Teilnahmen an Mannschaftsbewerben
- Ryder Cup: 2010, 2012, 2016 (Sieger), 2018
- Presidents Cup: 2011 (Sieger), 2015 (Sieger), 2017 (Sieger)

## Resultate bei Major-Championships
| Turnier               | 2008 | 2009 | 2010 | 2011 | 2012 | 2013 | 2014 | 2015 | 2016 | 2017 | 2018 |
| --------------------- | ---- | ---- | ---- | ---- | ---- | ---- | ---- | ---- | ---- | ---- | ---- |
| The Masters           | DNP  | T30  | T38  | T38  | DNP  | T13  | CUT  | T6   | T4   | DNP  | T10  |
| US Open               | T48  | T40  | T8   | T23  | CUT  | 55   | T4   | T2   | 1    | CUT  | 3    |
| The Open Championship | DNP  | CUT  | T14  | T2   | T9   | T32  | T12  | T49  | T9   | T54  | CUT  |
| PGA Championship      | DNP  | T10  | T5   | CUT  | T48  | T8   | DNP  | T7   | CUT  | T13  | T27  |

| Turnier               | 2019 | 2020 | 2021 | 2022 | 2023 | 2024 | 2025 |
| --------------------- | ---- | ---- | ---- | ---- | ---- | ---- | ---- |
| The Masters           | T2   | 1    | CUT  | T12  | T48  | CUT  | CUT  |
| PGA Championship      | 2    | T2   | CUT  | CUT  | T55  | T43  | CUT  |
| US Open               | T35  | T6   | T19  | T24  | T10  | CUT  | CUT  |
| The Open Championship | T51  | KT   | T8   | T6   | CUT  | T31  | T23  |

LA = Bester Amateur

DNP = nicht teilgenommen

CUT = Cut nicht geschafft

„T“ = geteilte Platzierung

WD = Teilnahme zurückgezogen

KT = Kein Turnier (Ausfall wegen Covid-19)

Grüner Hintergrund für Sieg

Gelber Hintergrund für Top 10.

## Privatleben
Johnson ist mit der Prominenten Paulina Gretzky liiert. Ihre gemeinsamen Kinder wurden 2015 und 2017 geboren.